# Boudy-de-Beauregard
Boudy-de-Beauregard är en kommun i departementet Lot-et-Garonne i regionen Nouvelle-Aquitaine i sydvästra Frankrike. Kommunen ligger i kantonen Cancon som tillhör arrondissementet Villeneuve-sur-Lot. År 2022 hade Boudy-de-Beauregard 397 invånare.

## Befolkningsutveckling
Antalet invånare i kommunen Boudy-de-Beauregard
| Referens: INSEE |